# SHOGO (ヴァイオリニスト)
SHOGO（ショウゴ、1988年8月26日 - ）は、日本のヴァイオリニスト。本名、洲﨑 翔悟（すざき しょうご）。
岡山県岡山市出身。

## 人物
5歳よりヴァイオリンを始め、数々のコンクールにてグランプリを受賞。倉敷市児童音楽コンクール低学年の部金賞。倉敷市児童音楽コンクール高学年の部金賞。
原点、ストリートライブから目指しているのはグラミー賞。本人は口で言い続けていれば、必ず夢は叶うと語っている。国内のみならず海外での公演も多数経験していくなかで、様々なジャンルの音楽を吸収、自身の世界観を創り上げる。激しさと繊細さを併せ持つ独自の演奏スタイルは多くの聴衆を釘づけにする力を持ち老若男女問わず幅広い年齢層を魅了するヴァイオリニスト。公演やCDの売り上げ金の一部を使って、海外の発展途上国や難民の子どもたちと音楽を通して交流している。

## 略歴
- 1998年：岡山市ジュニアオーケストラ入団。
- 2000年：サンノゼユースシンフォニーとサンノゼにてジョイントコンサート開催。選抜メンバーに抜擢され海外公演を経験。
- 2003年：大韓民国富川市で毎年開催されている「ポクサゴル(桃の里)芸術祭」に特別出演。
- 2004年：岡山市ジュニアオーケストラ退団。
- 2006年：拠点を大阪へ移しヴァイオリン奏者としてリッツカールトンホテル、全日空ホテル、オリエンタルホテルなど数々の有名ホテルにてブライダル奏者として活躍。
- 2007年：AMERICAN EXPRESS CM 出演。
- 2009年：拠点を再度岡山へ移す。
- 2011年：当時の結成ユニット「Twinkle」として岡山国際音楽祭エンターテインメントチャレンジ2011グランプリ受賞。
- 2012年：岡山トヨペットCM出演。
- 2013年：SHOGOとしてソロ活動。
- 2015年：日本では珍しいヴァイオリニストのストリートパフォーマーとして注目を集める。
- 2016年：ラオスの首都ヴィエンチャンにて開催された日本大使館主催イベント「COOL&KAWAII FESTIVAL2016」へ日本人アーティストとして招待出演。
- 2016年：半年間で1万枚のCDを手売りのみで完売。
- 2016年：ユニット「SOLEIL」結成半年で、なんばHatch単独公演にて全席シッティング約500人動員。
- 2017年：フジ住宅TVCM BGMとしてオリジナル曲「Starry Parade」が起用。
- 2017年：12月1日兵庫県立芸術文化センターKOBERCO大ホールにて自身初の2000名無料招待の単独公演を行う。
- 2018年：JR西日本TVCM BGMとしてオリジナル曲「Source Of Smile」が起用。
- 2018年：音楽教育支援のため最大のシリア難民キャンプ「ザアタリ難民キャンプ」へと中東・ヨルダンを訪問。
- 2018年：自身30歳のバースデーライブとして、「Top 100 Clubs」に入る「クラブピカデリー梅田大阪」での単独ライブを行う。
- 2019年：MBS「VOICE」の特集VTRとして、ドキュメンタリー取材を受け3月13日にオンエア。
- 2019年：7月25日フェスティバルホールでの公演を行う。「Sparkle of Life」発売。
- 2020年：8月26日にザ・シンフォニーホール大阪での公演。
- 2020年：第92回アカデミー賞授賞式のパブリックビューイング会場にて演奏を行う。
- 2021年：TikTok CMに起用される。
- 2021年：沖縄県石垣市観光交流協会「石垣島宣伝部長」に任命される。
- 2022年：タンシングクラブ大阪特別ライブ「COOL THE HEAT SUMMER」に出演。沖縄カヴァーアルバム「てぃーだ」をリリース。
- 2022年：「STUDIO GHIBLI COVER 1&2」をリリース。